# Ilja Mitrofanow
Ilja Mitrofanow (ur. 1948 r. w Kilii, zmarł w 1994 r. w pobliżu Moskwy) – rosyjski pisarz, autor m.in. Trylogii besarabskiej.

## Dzieciństwo
Ilja Mitrofanow urodził się w mieście Kilia, położonym między Ukrainą i Mołdawią u ujścia Dunaju, w Besarabii. Do 1947 roku miasto było rumuńskie, potem zostało przejęte przez Związek Radziecki. Ojciec Mitrofanowa pracował jako fryzjer, matka jako sprzedawczyni. Po ukończeniu ósmej klasy, Mitrofanow rozpoczął naukę w technikum i przez pewiem czas pracował jako spawacz w stoczni w Izmaile. 

## Kariera literacka
Pierwszym doświadczeniem była dla niego nauka w Instytucie Literatury im. Gorkiego. Po opuszczeniu Instytutu, pracował jako redaktor w gaziecie "Młoda Gwardia". W tym czasie wiele jego utworów ukazało się w antologiach i gazetach. W 1991 roku wydał swoją pierwszą powieść Cygańskie szczęście. Powieść szybko ukazała się w Jugosławii, Niemczech i Francji. 
Mitrofanow zdążył przekazać wydawnictwu swoje następne utwory: Bondar Grek, Świadek, Lalki, Wodnik nad Odessą, nie doczekał się jednak ich wydania. W twórczości szczególną uwagę poświęcał Besarabii, krainie swojego pochodzenia. 

## Śmierć
Ilja Mitrofanow zginął w tajemniczych okolicznościach w okolicach Moskwy w 1994 roku. Przepadł bez śladu w drodze do Domu Pracy Twórczej. Po kilku dniach poszukiwań przez milicję, został odnaleziony przypadkowo przez swoją żonę, lecz tego samego dnia zmarł. 

## Książki Mitrofanowa w Polsce
W 2011 roku nakładem wydawnictwa Claroscuro ukazała się książka Świadek, opisująca historię fali głodu, która zdziesiątkowała ludność Besarabii w latach 40.